# Luís Eduardo Magalhães
Luís Eduardo Magalhães – miasto i gmina w Brazylii, w stanie Bahia. Znajduje się w mezoregionie Extremo Oeste Baiano i mikroregionie Barreiras.